# Georgios Tziallas
Georgios Tziallas (griechisch Γιωργος Τζιαλλας; * 14. Juli 1987 in Ioannina, Griechenland) ist ein griechischer Ruderer.

## Karriere
Tziallas begann im Jahr 2001 mit dem Rudersport und konnte von 2004 bis 2009 sechsmal in Nachwuchs-Altersklassen an internationalen Titelwettkämpfen teilnehmen. Während es im Juniorenbereich im Achter lediglich zu zwei Teilnahmen am B-Finale der Weltmeisterschaften langte, gewann er vier Medaillen im U23-Bereich. 2006 schaffte er die Silbermedaille im Vierer ohne Steuermann, danach ging er drei Jahre im U23-Zweier ohne Steuermann an den Start. Mit Giannis Tsilis gewann Tziallas die U23-Titelkämpfe 2007 und 2008, mit Stergios Papachristos wiederholte er den Erfolg auch 2009.
Früh wurde Tziallas auch in der offenen Altersklasse eingesetzt. Bei seiner ersten Teilnahme am Weltcup in der Saison 2006 im Vierer-ohne schaffte er lediglich die Qualifikation für das D-Finale um Platz 19 bis 24. Er wurde aber auch bei den Ruder-Weltmeisterschaften 2006 im britischen Eton im Zweier mit Steuermann eingesetzt, wo er das Finale erreichte. Ab 2007 ruderte er in wechselnden Besatzungen unter anderem mit seinen U23-Zweierpartnern Tsilis und Papachristos im Vierer-ohne bei Welt- und Europameisterschaften der offenen Altersklasse. Während bei Ersteren keine Erfolge zustande kamen, gewann Tziallas EM-Bronze 2007 sowie den EM-Titel 2008 und 2009.
Tziallas wechselte 2010 in einen neugebildeten Zweier-ohne mit Ioannis Christou. Das Duo harmonierte gut und wurde auf Anhieb in Portugal Europameister. Bei den Weltmeisterschaften folgte eine Bronzemedaille. Tziallas und Christou stiegen im Jahr danach mit Stergios Papachristos und Giannis Tsilis in den Vierer-ohne um und wurden auch in dieser Bootsklasse Europameister in Bulgarien sowie Vize-Weltmeister bei den Welttitelkämpfen der vorolympischen Saison 2011 in Bled. Bei den Olympischen Sommerspielen 2012 in London belegte der griechische Vierer-ohne mit Papachristos, Tsilis, Tziallas und Christou Platz 4 mit einem Abstand von rund 4 Sekunden auf den Bronzerang. Mit den Zwillingen Nikolaos und Apostolos Gountoulas für Papachristos und Tsilis gewannen Tziallas und Christou wenige Wochen später einen weiteren EM-Titel in Varese.
Im neuen Olympiazyklus legte die gesamte griechische Mannschaft im schweren Riemenbereich eine Pause ein. 2014 wurde der Vierer-ohne neu formiert, ging nun mit Giannis Tsilis, Dionysios Angelopoulos, Georgios Tziallas und Ioannis Christou ins Rennen. Bei den Europameisterschaften 2014 und 2015 gewann das Quartett jeweils die Silbermedaille hinter der britischen Auswahl. Bei den Weltmeisterschaften gelangen Platz 6 im Jahr 2014 und Platz 9 mit Qualifikation für die Olympischen Sommerspiele von Rio de Janeiro im Jahr 2015. Bei den Olympischen Spielen 2016 belegte der griechische Vierer den achten Platz.
Tziallas Wettkampfgewicht beträgt rund 90 kg bei einer Körperhöhe von 1,90 m.